# Andreas Birkner (Schauspieler)
Andreas Birkner (* 25. August 1980 in Traben-Trarbach) ist ein deutscher Schauspieler.

## Biografie
Er stammt aus einer Kleinstadt an der Mittelmosel im Landkreis Bernkastel-Wittlich und wuchs in Mainz und Worms auf. Andreas Birkner besuchte von 2003 bis 2006 die Schauspielschule Mainz. Seit 2013 nimmt er zusätzliches Schauspieltraining bei Frank Betzelt. Ab 2005 spielte er als Stip im 2003 entstandenen Theaterstück FSK 16 von Kristo Šagor am Staatstheater Mainz, von 2006 bis 2010 auch an der Landesbühne Neuwied.
Bei den Clingenburg-Festspielen überzeugte er als gewitzter Kasperl im Räuber Hotzenplotz sowie als schwedischer General Torsten Torstenson im Kleinen Gespenst von Otfried Preußler. In Clingenburg spielte er u. a. auch die Hauptrolle im Musical Die Buddy Holly Story, den Big Bopper. In der Spielsaison 2011/2012 spielte er auf der Sommerbühne Luisenburg in Wunsiedel im Fichtelgebirge in John Belushis Blues Brothers den Anarcho-Gauner Jake Blues.
Dem größeren Fernsehpublikum wurde er seit 2011 durch seine Rolle als gewitzter Polizist Ralf Kirchner in der ARD-Krimireihe Der Bulle und das Landei bekannt. Seit der zweiten Folge unterstützte er dort Robert Killmer (Uwe Ochsenknecht) und Kati Killmer geb. Biever (Diana Amft) bei ihren Ermittlungen in Monreal.
Andreas Birkner beherrscht nicht nur die Kunst des Fechtens und verfügt über gesangliche und tänzerische Fähigkeiten, sondern kann sich u. a. auch als Akrobat oder als Pantomime betätigen. Er lebt in Berlin.

## Filmografie
- 2009: Tanz mit Prinzessin Lillifee (Fernsehserie, 6 Folgen)
- 2011–2016: Der Bulle und das Landei (Fernsehserie, 5 Folgen)
- 2011: Nebenan – Jeder hat eine Leiche im Keller
- 2011: Die Schäferin
- 2011: SOKO Köln (Fernsehserie, Folge Durch fremde Fenster)
- 2013: Christine. Perfekt war gestern
- 2014: Seitenwechsel
- 2015: Heldt (Fernsehserie, Folge Affentheater)
- 2015: Unterm Radar
- 2015: Der Staatsanwalt (Fernsehserie, Folge Vom Tod gezeichnet)
- 2015: Die Stadt und die Macht
- 2016: SOKO Köln (Fernsehserie, Folge Vatermörder)
- 2017: Zwei Bauern und kein Land
- 2018: Praxis mit Meerblick – Brüder und Söhne
- 2018: Chaos-Queens: Ehebrecher und andere Unschuldslämmer
- 2018: Pauls Weihnachtswunsch
- 2018: Großstadtrevier (Fernsehserie, Folge Duell auf der Rennbahn)
- 2019–2021: Die Läusemutter
- 2019: Bonusfamilie (Fernsehserie)
- 2020: Anna und ihr Untermieter: Aller Anfang ist schwer (Fernsehreihe)
- 2022: Freundschaft auf den zweiten Blick (Fernsehfilm)
- 2022: Anna und ihr Untermieter: Dicke Luft (Fernsehreihe)